# Roxanne Shanté
Pour les articles homonymes, voir Gooden.
Roxanne Shanté, de son vrai nom Lolita Shanté Gooden, née le 5 mars 1970 dans le Queens, New York, est une rappeuse américaine, qui s'est popularisée grâce à la « Guerre des Roxanne », et à son rôle dans le collectif hip-hop Juice Crew.

## Biographie

### Enfance et carrière musicale
En 1984, Shanté rencontre Mr. Magic (en) et Marley Marl, membres du groupe UTFO (en), dans le quartier de Queensbridge. Ils discutent d'un concert annulé du groupe. Leur dernier single, Hanging Out, a un accueil critique mitigé, mais la face B, Roxanne, Roxanne, une diss track sur une femme qui repousse leurs avances, est un succès commercial.
Shanté appartient au Juice Crew, un collectif d'artistes hip-hop du quartier. Elle propose de jouer le rôle de Roxanne dans une diss track en réponse à celle d'UTFO, produite par Marley Marl avec la même version instrumentale que la chanson d'origine. La chanson Roxanne's Revenge rencontre un grand succès : à 14 ans, Roxanne Shanté devient une des rappeuses les plus connues de l'époque. Marley Marl devient son producteur et elle commence une carrière de rappeuse. Elle gagne d'autant plus en popularité que se déroule la « Guerre des Roxanne » (Roxanne Wars), une longue série de diss tracks de Roxanne Shanté et de The Real Roxanne, qui affirme être la Roxanne de la chanson d'origine,.
En 1985, Shanté publie un album en collaboration avec Sparky D. L'album est intitulé Round One, Roxanne Shanté vs Sparky Dee et publié par Spin Records. Il inclut six chansons : Roxanne's Revenge et la réponse Sparky's Turn qui a fait connaître Sparky D, Roxanne's Profile par Shanté et Sparky's Profile par Sparky D, et une battle en version censurée et non censurée. Shanté publie aussi plusieurs singles, dont « Have a nice day » et « Go on Girl ».

### Meilleur rappeur freestyle en 1985 et arrêt de la musique
La même année, Shanté affronte Busy Bee Starski pour le titre de « meilleur rappeur freestyle ». Elle perd la finale du concours. Kurtis Blow, juge de la compétition, admet plus tard n'avoir pas voté pour elle parce que laisser gagner une femme ferait perdre sa légitimité au rap,.
L'année suivante, KRS-One affirme dans la chanson « The Bridge is Over » que Shanté n'est qu'un accessoire sexuel pour les rappeurs hommes.
Shanté se retire de la scène musicale, ce qu'elle attribue plus tard à sa défaite injuste lors du concours perdu. Elle sort les albums Bad Sister en 1989 et The Bitch is Back en 1992.

### Carrière professionnelle
Roxanne continue à apparaître brièvement lors de performances live, et comme mentor de jeunes artistes hip-hop féminines. C'est ce qu'elle fait dans l'émission de téléréalité Ms. Rap Supreme sur la chaîne américaine VH1, en donnant quelques stratégies de battles aux finalistes. Elle participe également à quelques publicités pour la marque de boissons Sprite à la fin des années 1990.
Des journaux affirment que Shanté a terminé une licence au Marymount Manhattan College, et un master puis un doctorat en psychologie de l'université Cornell. Warner Music doit payer ses études en raison d'une clause de son contrat. Elle parle de ses diplômes et de cette clause dans le documentaire Beef II, diffusé en 2004.
Le journaliste Ben Sheffner, du magazine Slate, enquête sur ces affirmations. Il découvre que Shanté n'a jamais signé chez Warner Music, mais chez le label indépendant Cold Chillin' Records, distribué par Warner Bros. Records de 1987 à 1992. Il est en mesure de montrer que Shanté a étudié trois mois au Marymount Manhattan College, mais ne trouve ni diplôme, ni autorisation d'exercer comme psychologue ou dans un rôle connexe dans l'État de New York. Shanté explique avoir étudié sous un pseudonyme alors qu'elle est victime de violences conjugales.
En 2008, sa chanson Roxanne's Revenge atteint la 42e place des « 100 meilleures chansons hip-hop de VH1 ». Elle réédite la chanson l'année suivante, en 2009.
En novembre 2009, elle présente ses excuses pour ses affirmations sur ses études, affirmant qu'il est déjà impressionnant qu'une enfant ayant grandi en foyer et n'ayant jamais touché de royalties pour sa musique soit quand même allée à l'université, même sans y obtenir de diplôme. Elle révèle aussi souffrir d'un cancer du sein.

## Postérité
Roxanne Shanté est reconnue comme ue pionnière du hip-hop,. Billboard la qualifie de « première femme star du hip-hop », soulignant que sa chanson Roxanne's Revenge est la première diss track enregistrée de l'histoire du hip-hop. Elle est aussi présentée comme une des premières rappeuses féministes. En 1989, The Christian Science Monitor la cite aux côtés de Salt-N-Pepa et de MC Lyte comme grande pionnière du hip-hop féminin.
Le film Roxanne Roxanne, paru en 2017, est une version romancée de sa vie. Il est produit par Forest Whitaker et Pharrell Williams et écrit et réalisé par Michael Larnell. L'actrice dans le rôle de Roxanne, Chanté Adams, reçoit le prix de la révélation de l'année au Festival du film de Sundance 2017,.

## Discographie

### Albums studio
- 1989 : Bad Sister
- 1992 : The Bitch Is Back

### Compilations
- 1988 : Colors (bande originale)
- 1989 : Lean on Me (bande originale)
- 1996 : Girls Town (bande originale)

### Singles
- 1984 : Roxanne’s Revenge
- 1984 : Queen of Rox (Shanté Rox On)
- 1984 : Runaway
- 1984 : Bite This
- 1985 : I'm Fly Shanté (feat. Steady B)
- 1985 : Def Fresh Crew
- 1987 : Pay Back (1987)
- 1987 : Have a Nice Day
- 1988 : Go On, Girl
- 1988 : Loosey's Rap (avec Rick James)
- 1988 : Sharp as a Knife (avec Brandon Cooke)
- 1989 : Live on Stage
- 1990 : Independent Woman
- 1990 : Go On Girl (réédition)
- 1992 : Big Mama
- 1992 : Straight Razor
- 2000 : What's Going On (avec Mekon (en))
- 2006 : Yes Yes, Y'all (avec Mekon)[25]